# Imersão (realidade virtual)
Imersão na realidade virtual é a percepção de se estar fisicamente presente em um mundo não-físico. Esta percepção é criada ao cercar o usuário do sistema de realidade virtual ("RV" ou "VR" em inglês) em imagens, sons ou outros estímulos que juntos proporcionam um ambiente completamente envolvente.
O nome é um uso metafórico da experiência de imersão aplicada à representação, ficção ou simulação. A imersão também pode ser definida como o estado de consciência onde a consciência física de um "visitante" (Maurice Benayoun) ou "imerso" (Char Davies), é transformada por este estar rodeado em um ambiente artificial, ela é usada para descrever a parcial ou completa suspensão de descrença, permitindo a ação ou reação a estímulos encontrados em um ambiente artístico ou visual. O grau em que o ambiente virtual ou artístico reproduz fielmente a realidade determina o grau da suspensão da descrença - quanto maior ela, maior o grau de presença alcançado.

## Tipos

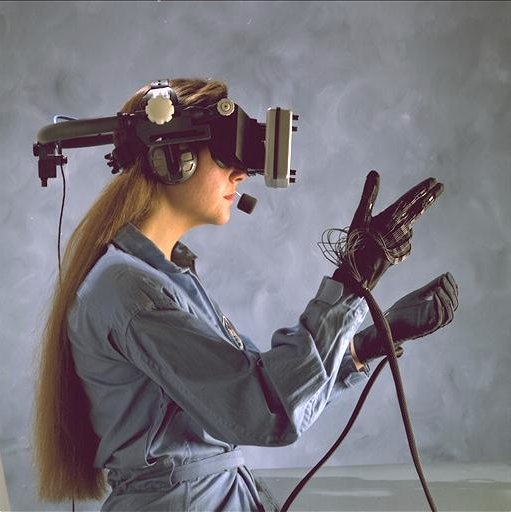
Um óculos de realidade virtual clássico

De acordo com Ernest W. Adams, autor e consultor na área de design de jogos, a imersão pode ser dividida em três categorias principais:
Imersão Tática
Imersão Tática é experienciada quando são executadas  operações táteis que envolvem habilidade. Os jogadores sentem-se "focados e estimulados" ao aperfeiçoarem ações bem sucedidas.
Imersão Estratégica
A Imersão Estratégica é mais cerebral, e está associada aos desafios mentais. Os jogadores de xadrez a experienciam quando escolhem uma solução correta entre um amplo leque de possibilidades.
Imersão Narrativa
Imersão Narrativa ocorre quando os jogadores se veem investidos em uma estória, e é semelhante ao que é vivenciado durante o assistir de um filme ou a leitura de um livro.
Staffan de Björk e Jussi Holopainen, no livro Patterns In Game Design (em tradução livre "Padrões no Design de Jogos") dividem imersão em categorias semelhantes, mas a chamam de "imersão sensório-motora", "imersão cognitiva" e "imersão emocional", respectivamente. Além destas, eles adicionaram uma nova categoria:
Imersão Espacial
A Imersão Espacial ocorre quando um jogador sente que o mundo simulado é perceptualmente convincente. O jogador sente que ele ou ela realmente "está lã", "existe lá" e que aquele mundo simulado aparenta e passa a sensação de ser real.

## Presença
Presença, um termo derivado do encurtamento do original "telepresença", é um fenômeno que permite que as pessoas interajam e sintam-se conectados ao mundo estando fora de seus corpos físicos através da tecnologia. Ele é definido como a sensação subjetiva de uma pessoa de estar numa cena retratada por um intermediário, que normalmente é virtual por natureza. A maioria dos designers focam na tecnologia usada para criar um ambiente virtual de alta-fidelidade; no entanto, os fatores humanos envolvidos na realização de um estado de presença também devem ser levados em conta. É a percepção subjetiva, embora gerada e/ou filtrada através da tecnologia humana, que determina o sucesso da concretização da presença.
Óculos de realidade virtual podem produzir um sentimento visceral de estar em um mundo simulado - a Presença. De acordo com os Oculus VR, os requisitos tecnológicos para alcançar esta reação visceral são a baixa latência e um controle preciso dos movimentos.
Michael Abrash fez um discurso sobre RV no Steam Dev Days de 2014. de acordo com a equipe de pesquisa de RV da Valve Corp., todos os seguintes itens são necessários para estabelecer a imersão de Presença:
- Um campo de visão amplo (80 graus ou maior)
- Resolução adequada (1080p ou maior)
- Baixa persistência de pixel (3 ms ou menor)
- Uma taxa de atualização alta (Maior que 60 Hz, 95 Hz é suficiente, mas menos que isso ainda pode ser considerado adequado)
- Um display global onde todos os pixels são iluminados simultaneamente (um display rolante pode funcionar com a tecnologia de rastreamento ocular).
- Óticas (no máximo duas lentes por olho com foco intermitente)
- Calibração Ótica
- Rastreamento sólido e preciso - tradução com precisão milimétrica ou melhor, orientação com 1/4 graus de precisão ou melhor, e volume com 1,5 metros ou mais em um lado.
- Baixa latência (20ms de movimento para o último fóton, 25ms pode ser o suficiente)

## Realidade Virtual Imersiva
Realidade Virtual Imersiva é uma tecnologia futura hipotética que existe hoje, na maior parte, como projetos de arte de realidade virtual. Consiste na imersão em um ambiente artificial aonde o usuário sente-se tão imerso quanto geralmente se sentem na realidade de consenso.

### Interação direta do sistema nervoso
O método de imersão direta do sistema nervoso mais contemplado seria o de induzir sensações que compõem a realidade virtual diretamente no sistema nervoso. O funcionalismo e a biologia convencional afirmam que interagimos com a realidade de consenso através do sistema nervoso, portanto, podemos receber todas os estímulos de todos os sentidos como impulsos nervosos, dando aos neurônios uma sensação intensificada. O usuário receberia insumos em forma de impulsos nervosos artificialmente estimulados, o sistema então receberia a produção do sistema nervoso central (os impulsos nervosos naturais - INN) e os processaria permitindo que o usuário interaja com a realidade virtual. Impulsos naturais entre o corpo e o sistema nervoso central precisariam ser evitados, isso poderia ser feito bloqueando impulsos naturais usando nano-robôs que se ligam à fiação cerebral, enquanto recebe os impulsos digitais que descrevem o mundo virtual, o que poderia ser enviado para a fiação do cérebro. Um sistema de feedback entre o usuário e o computador que armazena as informações também seriam necessários. Considerando a quantidade de informações que seria necessária para tal sistema, é provável que ele seria baseado em formas hipotéticas de tecnologia computacional.

### Requisitos
Compreendendo o sistema nervoso
Uma compreensão abrangente de quais impulsos nervosos correspondem às quais sensações, e qual o motor de impulsos corresponde as quais contrações musculares será necessário. Isto permitirá as sensações corretas no usuário e também que ações na realidade virtual ocorram. O Projeto Blue Brain é a pesquisa mais atual e promissora com o objetivo de compreender como o cérebro funciona através da construção de modelos de computadores de grande escala.
Capacidade de manipular o SNC
O sistema nervoso precisaria ser, obviamente, manipulado. Enquanto dispositivos não-invasivos que operam por radiação tenham sido postulados, é previsto que implantes cibernéticos invasivos possam ser disponibilizados mais cedo e também podem ser mais exatos. A manipulação pode ocorrer em qualquer fase do sistema nervoso, é estimado que a medula espinhal seja o ponto mais simples; já que todos os nervos passam por ela, este poderia ser o único local de manipulação. É provável que a Nanotecnologia Molecular forneça o grau de precisão exigido e possa permitir que o implante seja construído dentro do corpo, em vez de ser inserido por um procedimento cirúrgico.
Hardware e software computacional para processar insumos e saídas
Um computador muito potente seria necessário para um processamento de realidade virtual complexo o suficiente para ser quase indistinguível da realidade consensual e para interagir com o sistema nervoso central rápido o bastante.

## Ambientes digitais imersivos

Cosmopolis (2005), a "Enorme Instalação Interativa de Realidade Virtual" de Maurice Benayoun

Um ambiente digital imersivo é uma cenário ou "mundo" artificial, interativo, gerado por computador, no qual um usuário pode "mergulhar".
Ambientes digitais imersivos poderiam ser considerados como sendo sinônimos de realidade virtual, mas sem a implicação de que a verdadeira "realidade" é que está sendo simulada. Um ambiente digital imersivo poderia ser um modelo da realidade, mas também pode ser uma interface de usuário completamente fantasiosa ou abstrata, contanto que o usuário do ambiente esteja imerso no mesmo. A definição de imersão é ampla e variável, mas aqui presume-se a significar simplesmente que o usuário se sente como sendo parte do universo simulado. O sucesso com que um ambiente digital imersivo pode realmente imergir o usuário é dependente de muitos fatores, tais como computação gráfica 3D realista, som surround, comandos de usuário interativos e outros fatores, tais como a simplicidade, a funcionalidade e o potencial para diversão. Novas tecnologias estão em desenvolvimento, pretendendo trazer efeitos ambientais realistas para o meio ambiente do jogador – efeitos como vento, vibração da cadeira, temperatura e iluminação do ambiente.

### Percepção
Para criar uma sensação de imersão total, os 5 sentidos (visão, audição, tato, olfato, paladar) devem perceber que o ambiente digital é fisicamente real.  A tecnologia imersiva pode enganar perceptivamente os sentidos através de:
- Monitores 3D panorâmicos (visual)
- Acústicas de som surround (auditivo)
- Hática e feedback de força (tátil)
- Replicação de cheiro (olfatório)
- Replicação de sabor (gustativo)

### Interação
Uma vez que os sentidos tenham alcançado uma crença suficiente de que o ambiente digital é "real", o usuário deve então ser capaz de interagir com o ambiente de uma maneira natural e intuitiva.  Várias tecnologias imersivas, como controles gestuais, rastreamento de movimento e visão computacional respondem às ações e movimentos do usuário.  As interfaces de controle do cérebro (BCI, em inglês) respondem à atividade de ondas cerebrais do usuário.

### Exemplos e Aplicações
As simulações de treinamento e ensaio variam desde o treinamento de procedimentos de tarefas parciais, através de simulação situacional (como resposta a crises ou treinamento de motoristas), a simulações de movimento completo que treinam pilotos, soldados ou policiais em cenários que são muito perigosos para se treinar com equipamento real usando ordenanças vivas.
Jogos de computador de simples arcades a jogos on-line massivamente multiplayer e programas de treinamento, como simuladores de voo e direção.  Ambientes de entretenimento como simuladores de movimento, que mergulham os ciclistas / jogadores em um ambiente digital virtual, aprimorado por movimentos e referências visuais e auditivas.  Simuladores de realidade, tais como o das montanhas Virunga, em Ruanda, que leva você a uma viagem pela selva para conhecer uma tribo de gorilas da montanha.   Ou versões de treinamento como uma que simula um passeio pelas artérias humanas e o coração para testemunhar o acúmulo de placas e, assim, difundir a aprendizagem sobre colesterol e saúde.
Juntamente com cientistas, artistas como Knowbotic Research, Donna Cox, Rebecca Allen, Robbie Cooper, Maurice Benayoun, Char Davies e Jeffrey Shaw usam o potencial da realidade virtual imersiva para criar experiências e situações fisiológicas ou simbólicas.
Outros exemplos de tecnologia de imersão incluem ambientes físicos / espaços imersivos com projeções digitais circunvizinhas e sons, como a CAVE, e o uso de fones de realidade virtual para assistir a filmes, com rastreadores de cabeça e controlador computacional da imagem apresentada, para que o espectador pareça estar dentro da cena. A próxima geração é a VIRTIM, que alcança a imersão total por meio da captura de movimentos e monitores montados na cabeça sem fio para equipes de até treze imergidos, permitindo o movimento natural pela área e a interação simultânea tanto no espaço virtual quanto físico.

#### Uso em cuidados médicos
Novos campos de estudos ligados à realidade virtual imersiva surgem a cada dia.  Pesquisadores veem um grande potencial em testes de realidade virtual que servem como métodos complementares de entrevista em atendimento psiquiátrico.   A realidade virtual imersiva também tem sido usada em estudos como uma ferramenta educacional na qual a visualização de estados psicóticos tem sido usada para aumentar a compreensão de pacientes com sintomas semelhantes.   Novos métodos de tratamento estão disponíveis para a esquizofrenia  e outras áreas de pesquisa recentemente desenvolvidas em que a realidade virtual imersiva deve alcançar o melhor desempenho é na educação de procedimentos cirúrgicos,  programas de reabilitação de lesões e cirurgias  e redução da dor do membro fantasma.

#### Aplicações no ambiente construído
No campo do design arquitetônico e da ciência da construção, ambientes virtuais imersivos são adotados para facilitar a construção de arquitetos e engenheiros de construção, aprimorando o processo de design por meio da assimilação de seu senso de escala, profundidade e   e consciência espacial.  Essas plataformas integram o uso de modelos de realidade virtual e tecnologias de realidade mista em várias funções de pesquisa científica,  operações de construção,  treinamento de pessoal, pesquisas com usuários finais, simulações de desempenho  e visualização de modelagem de informações de construção.    Monitores montados na cabeça e plataformas CAVE são usados para navegação espacial e modelagem de informações de construção (BIM) para diferentes propósitos de projeto e avaliação.   Clientes, arquitetos e proprietários de edifícios usam aplicativos derivados de mecanismos de jogos para navegar modelos BIM de escala 1:1, permitindo uma experiência virtual de futuros edifícios.   Para tais casos de uso, a melhoria do desempenho da navegação espacial entre fones de realidade virtual e telas de área de trabalho 2D foi investigada em vários estudos, alguns sugerindo melhorias significativas em fones de realidade virtual   enquanto outros indicam pouca ou nenhuma diferença significativa.    Arquitetos e engenheiros de construção também podem usar ferramentas de projeto imersivas para modelar vários elementos de construção em interfaces CAD de realidade virtual,   e aplicar modificações de propriedade nos arquivos de modelagem de informações de construção através de tais ambientes.
Na fase de construção de edifícios, os ambientes imersivos são usados para melhorar os preparativos do e a comunicação no local bem como a colaboração dos membros da equipe, segurança   e logística.   Para o treinamento de trabalhadores da construção civil, os ambientes virtuais mostraram-se altamente eficazes na transferência de habilidades, com estudos mostrando resultados de desempenho semelhantes ao treinamento em ambientes reais.   Além disso, as plataformas virtuais também são usadas na fase de operação de edifícios para interagir e visualizar dados com dispositivos da Internet das Coisas (IoT) disponíveis em prédios, melhoria de processos e também gerenciamento de recursos.
Os estudos de ocupantes e usuários finais são realizados em ambientes imersivos.   As plataformas imersivas virtuais engajam futuros ocupantes no processo de projeto de edifícios ao fornecer aos usuários uma sensação de presença ao integrar modelos de pré-construção e modelos BIM para a avaliação de opções alternativas de projeto no modelo de construção, de forma oportuna e econômica.   Estudos conduzindo experimentos em humanos mostraram que os usuários performam de maneira semelhante em atividades diárias de escritório (identificação de objetos, velocidade de leitura e compreensão) em ambientes virtuais imersivos tanto quanto ambientes físicos.   No campo da iluminação, headsets de realidade virtual têm sido utilizados para investigar a influência dos padrões de fachada nas impressões perceptivas e satisfação de um espaço iluminado pelo dia simulado.     Ademais, estudos de iluminação artificial implementaram ambientes virtuais imersivos como forma de avaliar as preferências de iluminação dos usuários finais de cenas virtuais simuladas, com o controle de persianas e luzes artificiais no ambiente virtual.
Na engenharia estrutural e análise, os ambientes imersivos permitem que o usuário se concentre em investigações estruturais sem se distrair demais ao operar e navegar na ferramenta de simulação.   Aplicações de realidade virtual e aumentada foram projetadas para análise de elementos finitos em estruturas de casca.  Usando luvas de canetas stylus e dados como dispositivos de entrada, o usuário pode criar, modificar a malha e especificar condições de contorno.  Para uma geometria simples, resultados codificados por cores em tempo real são obtidos alterando as cargas no modelo.   Estudos utilizaram redes neurais artificiais (RNA) ou métodos de aproximação para obter interação em tempo real e para simular seu impacto via luvas hápticas .   Estruturas de grande escala e simulação de pontes também foram alcançadas em ambientes virtuais imersivos.  O usuário pode mover as cargas que atuam na ponte e os resultados da análise de elementos finitos são atualizados imediatamente usando um módulo aproximado.

## Efeitos prejudiciais
Cinetose, ou "a doença do simulador", é uma condição na qual a pessoa exibe sintomas semelhantes aos enjoos causados por videojogos / simulação.
A cinetose proveniente da realidade virtual é semelhante aos enjoos devido a filmes.  Na realidade virtual, no entanto, o efeito torna-se mais agudo, pois todos os pontos de referência externos estão bloqueados da visão, as imagens simuladas são tridimensionais e, em alguns casos, som estéreo que também pode dar uma sensação de movimento.  Estudos mostraram que a exposição a movimentos rotacionais em um ambiente virtual pode causar aumentos significativos de náuseas e outros sintomas de enjoo.
Outras mudanças comportamentais, como estresse, dependência, isolamento e alterações de humor, também são discutidas como efeitos colaterais causados pela realidade virtual imersiva.